# وای.ام.سی.ای (ترانه)
«وای. ام.سی. ای» (به انگلیسی: Y.M.C.A.) تک‌آهنگی از گروه آمریکایی سبک دیسکو، ویلیج پیپل است که در سال ۱۹۷۸ میلادی به‌عنوان تنها تک‌آهنگ از آلبوم سومشان، گشت زدن (۱۹۷۸) منتشر شد. «وای.ام.سی.ای» در آغاز ۱۹۷۹ میلادی در جایگاه دوم جدول تک‌آهنگ‌های ایالات متحده و در همان زمان در جایگاه نخست جدول تک‌آهنگ‌ها بریتانیا قرار گرفت. این ترانه یکی از حدود چهل تک‌آهنگی است که ۱۰ میلیون نسخه یا بیشتر، در جهان فروش داشته‌اند و موفق‌ترین ترانهٔ ویلیج پیپل است.

## اقبال و محبوبیت

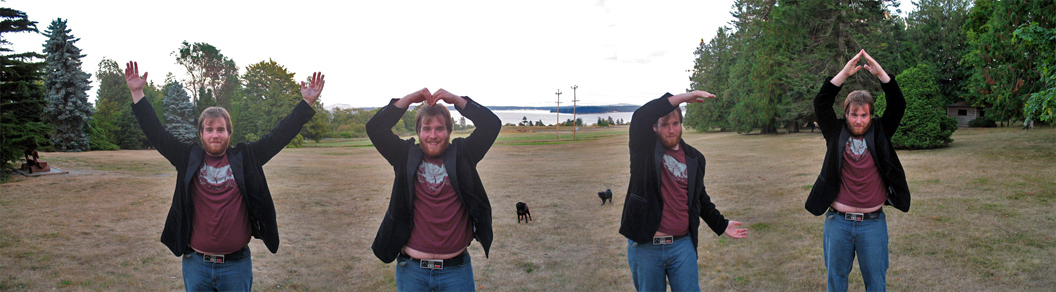
نمونهٔ رقص وای.ام.سی.ای در این فتومونتاژ، فرد با دستانش حرف‌های Y، M، C، A را نشان می‌دهد

«وای.ام.سی.ای» هنوز هم محبوب است و در رویدادهای ورزشی در ایالات متحده و اروپا پخش می‌شود در حالی که مردم با دست‌هایشان حروف آن را نشان می‌دهند. علاوه بر آن به‌عنوان یک کار کلاسیک دیسکو نیز شناخته می‌شود. این ترانه در ۲۰۰۹ میلادی به کتاب رکورد های جهانی گینس راه یافت زمانی که بیش از ۴۴ هزار نفر با اجرای زندهٔ ویلیج پیپل در ال پاسو تگزاس به رقص با آن پرداختند. «وای.ام.سی.ای» در فهرست ۱۰۰ ترانهٔ برتر رقصی سدهٔ ۲۰ میلادی وی‌اچ‌وان، در جایگاه هفتم جای گرفته است.
نام این ترانه از حروف اول انجمن مسیحی مردان جوان گرفته شده است. در میان همجنس‌گرایان معنای آن به خوبی دانسته می‌شود. چرا که مراکز وای‌ام‌سی‌ای برای گردش و آمیزش جنسی سرسری مردان جوان نقش مهمی ایفا می‌کرد. با این وجود به‌گفتهٔ ویکتور ویلیس، او این ترانه را به‌عنوان یک سرود همجنس‌گرایان نساخته است بلکه به‌عنوان نشانه‌ای از سرگرمی جوانان سیاه پوست در مراکز وای‌ام‌سی‌ای مانند بسکتبال و شنا نوشته است.